# Vsi ljudje hitijo
"Vsi ljudje hitijo" je skladba Nece Falk iz leta 1978. Avtor glasbe in besedila je Andrej Šifrer.

## Snemanje
Studijsko verzijo je aranžiral Jani Golob in je leta 1978 izšla kot single, na B strani je "Tako dekle", pri založbi Helidon in na istoimenskem albumu Vsi ljudje hitijo. Leto kasneje so posneli še akustično izvedbo v živo.

## Original zasedba

### Produkcija
- Andrej Šifrer – glasba, tekst
- Jani Golob – aranžma

### Studijska izvedba
- Ansambel Milana Ferleža – glasbena spremljava
- Bojan Adamič – dirigent
- Neca Falk – vokal

## Live akustična izvedba '79
"Pesem je zame napisal Andrej Šifrer,
ker je menil, da sem tudi sama doživela
zgodbo iz internata. Skladba je postala
skorajda himna vseh, ki so v internatih."

Ditka Haberl, Dan 202 (dne 19.10.2012)

### Nastopajoči
- Jerko Novak – aranžma, kitara
- Igor Leonardi – kitara
- Aleš Kacjan – flavta
- Neca Falk – vokal

### Videospot
Za uradno studijsko verzijo videa niso posneli. So ga pa v studiih RTV posneli za live akustično verzijo leta '79, ki jo je aranžiral Jerko Novak in je prav tako kot studijska pustila velik pečat.

## Priredbe
- 2008 – Alenka Godec